# Luigi Achille Olivari
Luigi Fortunato Achille Olivari (Genova, 30 aprile 1894 – ...) è stato un pallanuotista italiano.

## Carriera

### Club
La sua carriera si svolse tra le file del Genoa Cricket and Football Club Pallanuoto, vincendo i campionati 1914 e 1919.

### Nazionale
Olivari fu convocato per difendere i colori dell'Italia nella fallimentare spedizione alle olimpiadi di Anversa nel 1920.

## Palmarès

### Club
- Campionato italiano: 2

Genoa:1914, 1919